# Luc Vandeweghe
Luc Vandeweghe (Ostende, 19 février 1914 - Anderlecht, 24 juillet 1985), également connu sous son pseudonyme E. Troch, était un journaliste et éditeur belge.

## Biographie
Vandeweghe était actif dans le mouvement étudiant catholique flamand , où il s'est formé comme partisan du Mouvement flamand. Il a étudié à l'Université catholique de Louvain, où il a obtenu son diplôme en 1936, licence en « philosophie thomiste » et en 1937, en tant que maître de philosophie et de littérature ainsi que d'histoire moderne. Toujours en 1937, il obtient le diplôme d'archiviste d'État.
En octobre 1940, il devient professeur à l'Athénée royal de Malines, poste qu'il occupe jusqu'en octobre 1945. Au cours de cette période, il devient également membre du VNV, donne des conférences pour des cercles d'études collaboratifs et contribue à trois projets sur des sujets internationaux pour l'hebdomadaire De Nationaal-Socialist. Il a été assigné à un conseil d'honneur pour ces activités après la Seconde Guerre mondiale et a perdu son emploi d'enseignant. Il a ensuite travaillé sur Rommelpot, un hebdomadaire anti-répression.
En octobre 1945, il est devenu « rédacteur en chef des nouvelles étrangères » à De Nieuwe Standaard, poste qu'il a occupé jusqu'en avril 1947. En octobre 1950, il est devenu « chef de l'actualité étrangère » de De Standaard et en janvier 1960 directeur de rédaction, poste qu'il a occupé jusqu'à la faillite de NV De Standaard en 1976. Il est resté actif avec ce journal en tant que chroniqueur de politique étrangère jusqu'en 1979. Il a également participer aux magazines Reflector van het Hedendaagse Wereldgebeuren, De Maand et Het Tijdschrift voor Diplomatie, ainsi que pour le magazine de la VRT.